# Сьерра-Бланка (Техас)
Сьерра-Бланка (англ. Sierra Blanca) — невключённая община и статистически обособленная местность в США, расположенная в западной части штата Техас, административный центр округа Хадспет. По данным переписи за 2010 год число жителей составляло 553 человека, по оценке Бюро переписи США в 2018 году в городе проживало 705 человек.

## История

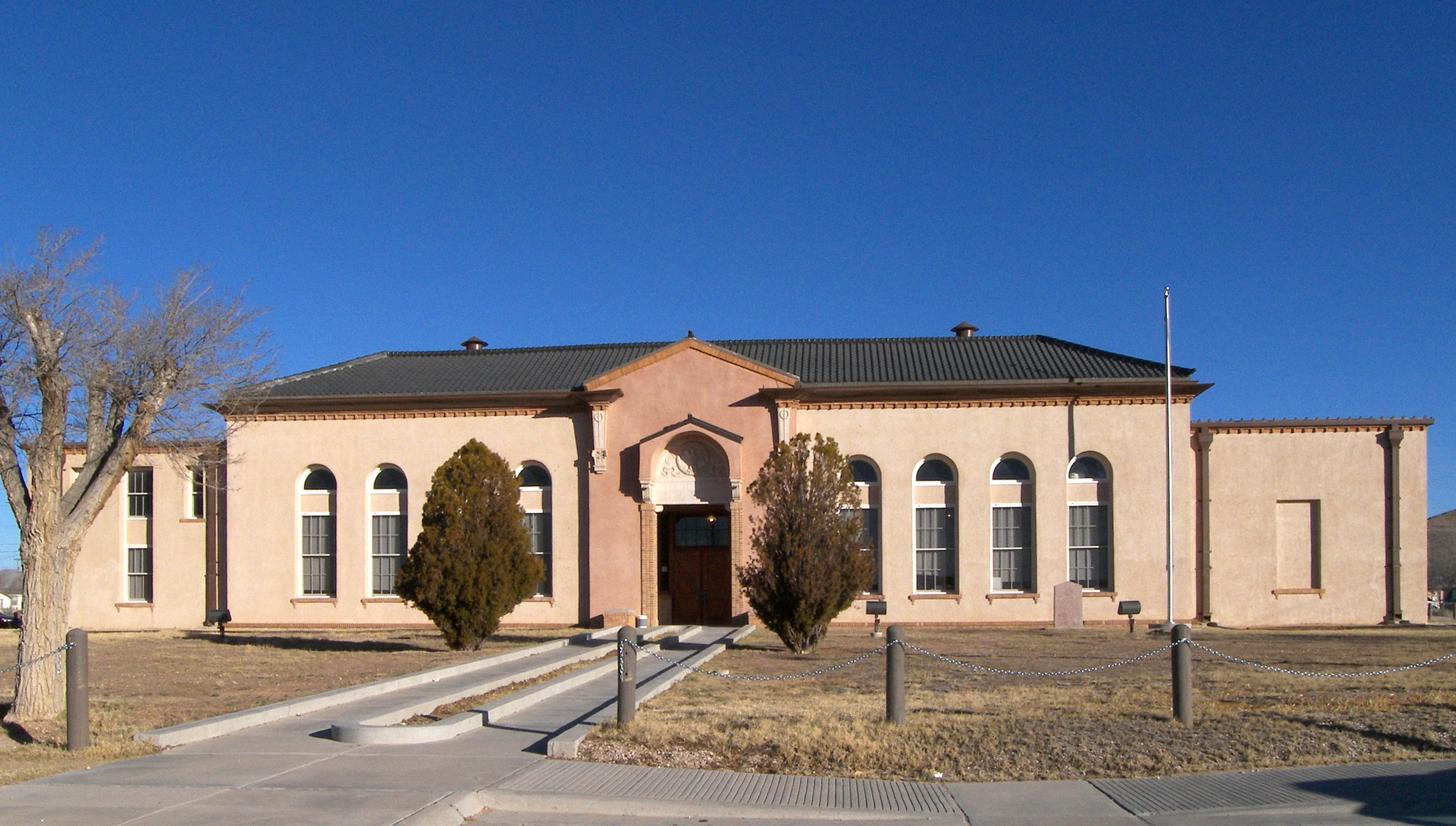
Здание суда округа Хадспет

Поселение было основано на слиянии двух железных дорог. Southern Pacific строилась с 1869 года от западного побережья, в то время как Texas and Pacific Railway прокладывалась на запад с центрального Техаса с 1872 года. К 25 ноября 1881 года построенные участки железных дорог оканчивались в 15 километрах друг от друга. 15 декабря было достигнуто соглашение о том, что железные дороги будут объединены в 10 километрах к юго-востоку от горы Сьерра-Бланка. Историческое место встречи быстро стало важным коммерческим центром, позволявшим местным скотоводам и шахтёрам отправлять свою продукцию. В 1882 году был открыт почтовый офис, однако он был закрыт в том же году и открылся заново 
только через 3 года. К 1892 году работало две гостиницы и магазин.
В 1921 году легислатура Техаса приняла закон, согласно которому половина города, а также остальная часть округа Хадспет и округ Эль-Пасо перешли на горное время, в то время как вторая половина города живёт по центральноамериканскому времени. В середине 1950-х годов была ситуация, когда почтовое отделение и железная дорога работали по центральноамериканскому времени, а школы и окружной суд — по горному. Также по горному времени, чтобы оставаться открытыми дольше, работали бары города. В начале 1990-х годов компания по утилизации доходов из Оклахомы приобрела более 90 000 акров земли неподалёку от Сьерра-Бланки. С 1992 года сбрасывалось в среднем 225 тонн обработанных сточных вод из Нью-Йорка. В 1992 году власти штата выбрали территорию рядом со Сьерра-Бланкой для захоронения радиоактивных отходов с низким уровнем радиации. Решение вызвало недовольство местных жителей, которые создали в середине 1990-х годов инициативные группы по борьбе с проектами захоронений.

## География

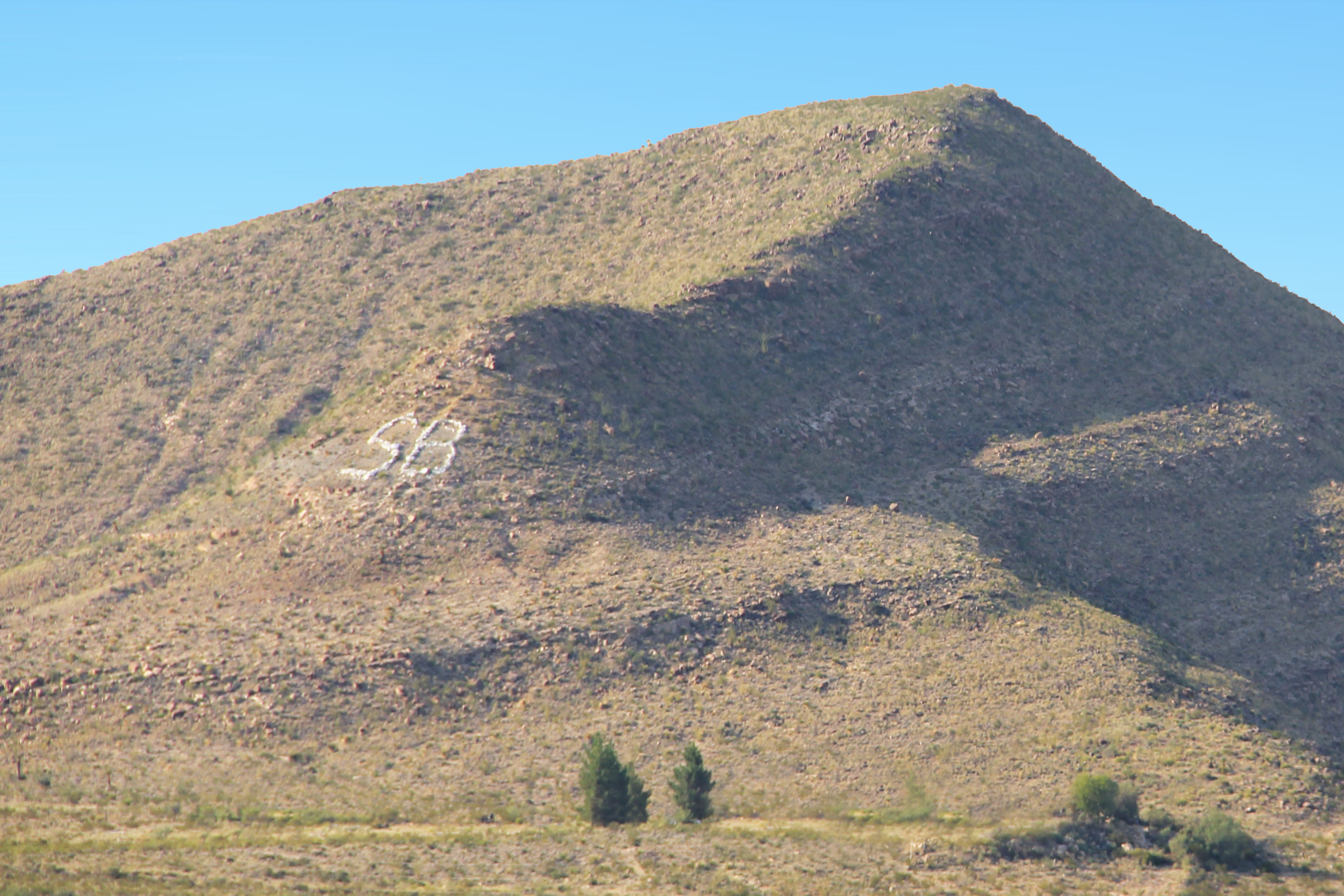
Гора Сьерра-Бланка

Сьерра-Бланка находится в южной части округа, его координаты: 31°10′29″ с. ш. 105°21′26″ з. д..
Согласно данным бюро переписи США, площадь города составляет около 12,4 км2, из которых 12,3 км2 занято сушей, а менее 0,1 км2 — водная поверхность.

### Климат
Согласно классификации климатов Кёппена, в Сьерра-Бланке преобладает климат холодных пустынь (Bwk).
| Показатель                    | Янв.  | Фев.  | Март  | Апр. | Май  | Июнь | Июль | Авг. | Сен. | Окт. | Нояб. | Дек.  | Год   |
| ----------------------------- | ----- | ----- | ----- | ---- | ---- | ---- | ---- | ---- | ---- | ---- | ----- | ----- | ----- |
| Абсолютный максимум, °C       | 25    | 31,7  | 35,6  | 35,6 | 38,9 | 42,8 | 42,2 | 38,9 | 37,2 | 34,4 | 31,7  | 31,1  | 42,8  |
| Средний суточный максимум, °C | 14,4  | 17,2  | 21,2  | 25,9 | 30,2 | 34   | 33,5 | 32,2 | 29,6 | 25,2 | 19,6  | 15,1  | 24,8  |
| Средняя температура, °C       | 5,8   | 8     | 11,6  | 16   | 20,8 | 24,9 | 25,6 | 24,4 | 21,4 | 16,2 | 10,4  | 6,5   | 16    |
| Средний суточный минимум, °C  | −2,8  | −1,1  | 2     | 6,2  | 11,3 | 15,9 | 17,6 | 16,7 | 13,4 | 7,1  | 1,3   | −2,2  | 7,1   |
| Абсолютный минимум, °C        | −17,8 | −23,3 | −14,4 | −7,2 | −3,3 | 4,4  | 10   | 9,4  | 1,7  | −7,2 | −13,9 | −17,2 | −23,3 |
| Норма осадков, мм             | 10    | 9     | 7     | 7    | 10   | 29   | 50   | 55   | 54   | 29   | 11    | 15    | 286   |
| Источник: weatherbase.com     |       |       |       |      |      |      |      |      |      |      |       |       |       |

## Население

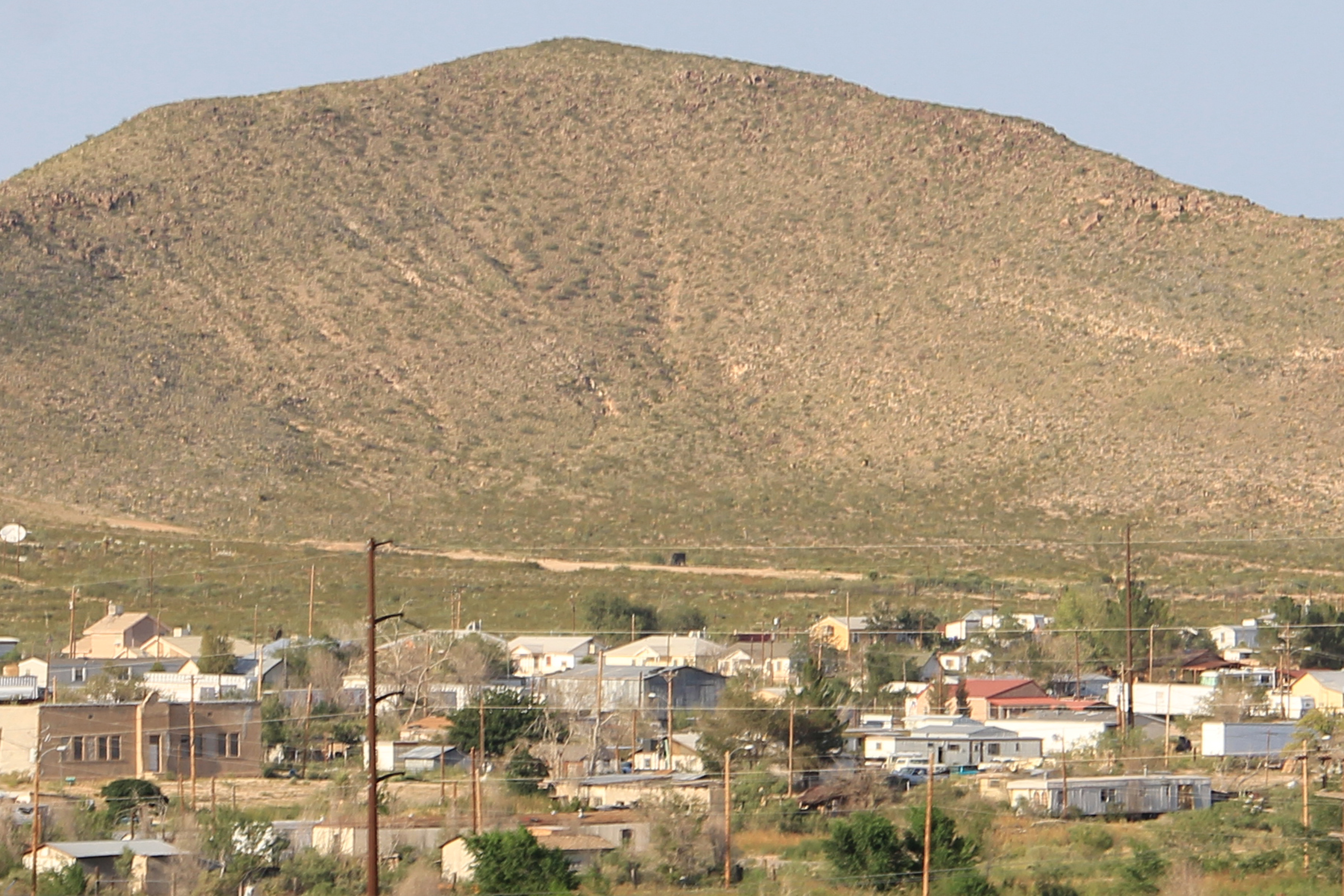
Центр города

Согласно переписи населения 2010 года в городе проживало 553 человека, было 172 домохозяйства и 113 семей. Расовый состав города: 83,9 % — белые, 3,3 % — афроамериканцы, 3,4 % — коренные жители США, 1,4 % — азиаты, 0,0 % (0 человек) — жители Гавайев или Океании, 5,6 % — другие расы, 2,4 % — две и более расы. Число испаноязычных жителей любых рас составило 73,1 %.
Из 172 домохозяйств, в 37,8 % живут дети младше 18 лет. 46,5 % домохозяйств представляли собой совместно проживающие супружеские пары (22,1 % с детьми младше 18 лет), в 16,3 % домохозяйств женщины проживали без мужей, в 2,9 % домохозяйств мужчины проживали без жён, 34,3 % домохозяйств не являлись семьями. В 30,2 % домохозяйств проживал только один человек, 9,3 % составляли одинокие пожилые люди (старше 65 лет). Средний размер домохозяйства составлял 2,72. Средний размер семьи — 3,49 человека.
Население города по возрастному диапазону распределилось следующим образом: 29,5 % — жители младше 20 лет, 27,1 % находятся в возрасте от 20 до 39, 30,5 % — от 40 до 64, 12,8 % — 65 лет и старше. Средний возраст составляет 34,1 года.
Согласно данным пятилетнего опроса 2018 года, средний доход домохозяйства в Сьерра-Бланке составляет 42 750 долларов США в год, средний доход семьи — 61 250 долларов. Доход на душу населения в городе составляет 19 536 долларов. Около 8,6 % семей и 9,1 % населения находится за чертой бедности. В том числе 17,4 % в возрасте до 18 лет и 4 % в возрасте 65 и старше.

## Инфраструктура и транспорт
Основными автомагистралями, проходящими через Сьерра-Бланка, являются:
- межштатная автомагистраль I-10 США, которая идёт с юго-востока от Ван-Хорна на северо-запад к Эль-Пасо.

Ближайшим аэропортом, выполняющим коммерческие рейсы, является международный аэропорт Эль-Пасо. Аэропорт находится примерно в 135 километрах к северо-западу от Сьерра-Бланки.
В Сьерра-Бланке на автомагистрали I-10 находится внутренний контрольно-пропускной пункт пограничной службы США. Ежегодно КПП отправляет в суд тысячи дел, связанных с хранением и распространением наркотиков, проверяя от 15 до 20 000 машин в день. Среди задержанных пограничниками в своё время числились певцы Фиона Эппл, Nelly, Snoop Dogg, Вилли Нельсон и актёр Арми Хаммер.

## Образование
Город обслуживается независимым школьным округом Сьерра-Бланка.